# GM-lok

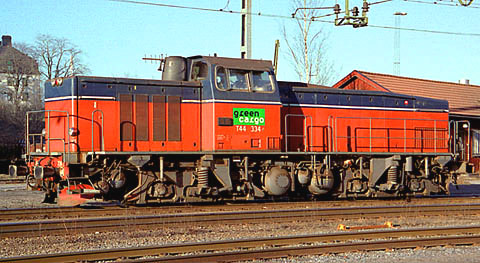
Gm-lok av littera T44.

GM-lok, är en vanlig benämning i svenska järnvägs-kretsar för diesellok som har dieselmotorn tillverkad av den amerikanska koncernen General Motors (GM). Ofta menar man de diesellok som från 1950-talet tillverkades av NOHAB i Trollhättan på licens från GM.
Lok tillverkade av GM rullar på världens alla kontinenter. Både Sverige, Norge och Danmark har diesellokomotiv med GM-motorer. GM-lok för godstrafik baserar sig på mycket robusta lösningar med extremt hög tillförlitlighet. Fram till 1990-talet i USA var dieselmotorn ofta av tvåtaktstyp och med elektrisk DC/DC- transmission. Totalt har 1.000-tals GM-lokomotiv tillverkats till hela världen. 
Av sysselsättningspolitiska skäl har den mekaniska delen (d.v.s. lokkorgen och boggier) i Sverige ofta tillverkats av den lokala industrin, förutom själva dieselmotorn och elutrustningen. Tillfälligtvis levererade dock Asea den elektriska utrustningen till T-43-loket, men tillförlitligheten visade sig senare vara låg. SJ återgick senare till tillförlitlig amerikansk elutrustning från GM. 
De stränga, amerikanska miljökraven har dock gjort att 2-taktsmotorn har ersatts av miljövänligare 4-taktsmotorer. Boggier och drivmotorer är av en typ som kräver betydligt mindre underhåll då drivmotorn är av s.k. asynkrontyp (från Siemens) och boggierna har radiellt inställbara hjulaxlar (mindre slitage). 
GM-dieselmotorer används även för marina applikationer samt för avbrottsfri kraft (UPS). 
Ur ett amerikanskt perspektiv är de svenska GM-loken förhållandevis lätta och har låg effekt. Däremot är topphastigheten ungefär densamma (kring 100 km/tim). I USA är det vanligt med sexaxliga GM-lok (Co-Co) och axellaster uppemot 30 ton. 

## Företaget EMD
Företaget EMD grundades 1922 i USA. Senare tog GM över tillverkningen men sedan 2005 äger företaget Caterpillar via företaget Progress Rail Services Corp. loktillverkningen. Under 2008 hade EMD 3 260 anställda och huvudanläggningen ligger i delstaten Illinois (McCook).

## Översikt GM dieselmotorer
Den första generationen GM-dieselmotorer hade beteckningen EMD-567 och började att levereras redan 1938. Siffran "567" (liksom även för följande 645 och 710) avser slagvolymen per cylinder i kubik-tum. Cylinderdiametern var 230 mm och antalet cylindrar var 6, 8, 12 eller 16 stycken. Samtliga varianter hade V-konfiguration av cylindrarna. Den maximala toppeffekten var 1.790 kW och slagvolymen var 9,3 liter per cylinder (d.v.s. max 149 liter slagvolym hos den största modellen). Motortypen slutade att levereras 1966, då den större EMD-645-motorn tog över. 
Den andra generationen GM-dieselmotorer hade beteckningen EMD-645 och började att levereras 1965. Den kan erhållas än idag vid specialbeställning. Slagvolymen ökades något till 10,57 liter per cylinder. Den maximala effekten hade ökats rejält till 3.100 kW och antalet cylindrar var 8, 12, 16 eller 20 stycken (d.v.s. max 211 liter slagvolym hos den största modellen). 
Den tredje generationen GM-dieselmotorer hade beteckningen EMD-710 och började att levereras 1985. Slagvolymen hade ökat något till 11,6 liter per cylinder. Den maximala toppeffekten hade ökats något från 3.100 kW (EMD-645) till 3.200 kW. Liksom sin föregångare EMD-645 så erbjöds även EMD-710 med 8, 12, 16 eller 20 cylindrar (d.v.s. max 232 liter slagvolym hos den största modellen). 
Den fjärde generationen GM-dieselmotorer fick en ny serienumrering med beteckningen EMD-265. Siffran "265" är cylinderdiametern i millimeter (metriska systemet) och motorn introducerades 1995. Till skillnad mot EMD-567, EMD-645 och EMD-710 var EMD-265 av fyrtaktstyp (miljövänligare). Antalet cylindrar är 12 eller 16 och den maximala effekten har höjts rejält från EMD-710:s max 3.200 kW till hela 4.700 kW. 
För de nämnda GM-lokomotiven hos SJ nedan används två huvudtyper av GM-dieselmotorer; EMD-567 och EMD-645. Samtliga motortyper har dock konfigurationen V-12. 

## Översikt svenska General Motors-lok
|                           | T41              | T42           | T43           | T44           | T46           | T66           | Tb            |
| ------------------------- | ---------------- | ------------- | ------------- | ------------- | ------------- | ------------- | ------------- |
| Allmänt                   |                  |               |               |               |               |               |               |
| Operatör                  | SJ               | SJ            | SJ            | SJ            | MTAB          | TGOJ          | SJ            |
| Första tillverkningsår    | 1956             | 1953          | 1961          | 1968          | 1973          | 2000          | 1969          |
| Antal tillverkade         | 5 st             | 1 st          | 50 st         | 90 st         | 4 st          | 2 st          | 10 st         |
| Tillv mek del             | Nohab            | GM            | Nohab         | KVAB          | xxxx          | GM            | Nohab         |
| Tillv el del              | GM               | GM            | Asea          | GM            | GM            | GM            | GM            |
| Axelföljd                 | A1A-A1A          | Bo-Bo         | Bo-Bo         | Bo-Bo         | Co-Co         | Co-Co         | Bo-Bo         |
| Vikt                      | 84,0 t           | 72,0 t        | 72,0 t        | 76,0 t        | 150,0 t       | 126,0 t       | 84,0 t        |
| Största tillåtna axellast | 14,0 t           | 18,0 t        | 18,0 t        | 19,0 t        | 25,0 t        | 21,5 t        | 21,5 t        |
| Max startdragkraft        | 180 kN           | 180 kN        | 210 kN        | 220 kN        | 375 kN        | 409 kN        | 250 kN        |
| Sth                       | 100 km/tim       | 100 km/tim    | 100 km/tim    | 100 km/tim    | 100 km/tim    | 120 km/tim    | 105 km/tim    |
| Korg                      |                  |               |               |               |               |               |               |
| Lös                       | 15.400 mm        | 14.410 mm     | 14.240 mm     | 15.400 mm     | 18.640 mm     | 21.427 mm     | 16.600 mm     |
| Boggieavstånd             | 7.700 mm         | x.xxx mm      | 7.000 mm      | 7.000 mm      | 10.000 mm     | xxxx          | 9.300 mm      |
| Koppeltyp                 | skruvkoppel      | skruvkoppel   | skruvkoppel   | skruvkoppel   | centralkoppel | skruvkoppel   | skruvkoppel   |
| Utv yta                   | slät plåt        | slät plåt     | slät plåt     | slät plåt     | slät plåt     | korrugerad    | slät plåt     |
| Utv färg                  | orange           | orange        | orange        | orange        | xxxx          | blå-grön      | orange        |
| Boggier                   |                  |               |               |               |               |               |               |
| Spårvidd                  | 1.435 mm         | 1.435 mm      | 1.435 mm      | 1.435 mm      | 1.435 mm      | 1.435 mm      | 1.435 mm      |
| Axelavstånd               | 1.600 + 1.600 mm | 2.438 mm      | 2.400 mm      | 2.400 mm      | xxxx          | xxxx          | 2.400 mm      |
| Diameter drivhjul-nytt    | 1.015 mm         | 1.016 mm      | 1.030 mm      | 1.015 mm      | 1.015 mm      | 1.067 mm      | 1.015 mm      |
| Diameter löphjul-nytt     | 800 mm           | (saknas)      | (saknas)      | (saknas)      | (saknas)      | (saknas)      | (saknas)      |
| Primärfjädring            | xxxx             | xxxx          | spiral        | xxxx          | xxxx          | xxxx          | xxxx          |
| Sekundärfjädring          | xxxx             | xxxx          | gummi         | xxxx          | xxxx          | xxxx          | xxxx          |
| Tertiärfjädring           | xxxx             | xxxx          | spiral        | xxxx          | xxxx          | xxxx          | xxxx          |
| Broms                     | blockbroms       | blockbroms    | blockbroms    | blockbroms    | xxxx          | xxxx          | blockbroms    |
| Drivsystem                |                  |               |               |               |               |               |               |
| Typ                       | diesel-el        | diesel-el     | diesel-el     | diesel-el     | diesel-el     | diesel-el     | diesel-el     |
| Max kont effekt räl       | x.xxx kW         | x.xxx kW      | 824 kW        | x.xxx kW      | xxxx          | xxxx          | x.xxx kW      |
| Tågvärmespänning          | x,x kV           | x,x kV        | x,x kV        | x,x kV        | xxxx          | xxxx          | x,x kV        |
| Max tågvärmeeffekt        | 109 kW           | (174 kW)      | 160 kVA       | xxx kW        | xxxx          | xxxx          | xxx kW        |
| Bränsletankvolym          | x.xxx l          | x.xxx l       | 2.800 l       | x.xxx l       | xxxx          | xxxx          | x.xxx l       |
| Kraftkälla                |                  |               |               |               |               |               |               |
| Beteckning                | 12-567C          | 12-567C       | 12-567D1      | 12-645E       | 12-645E       | 12N-710-63B   | 12-645E       |
| Typ                       | 2-takt diesel    | 2-takt diesel | 2-takt diesel | 2-takt diesel | 2-takt diesel | 2-takt diesel | 2-takt diesel |
| Tillverkare               | GM               | GM            | GM            | GM            | GM            | GM            | GM            |
| Antal cylindrar           | V-12             | V-12          | V-12          | V-12          | V-12          | V-12          | V-12          |
| Kompressormatn            | Roots            | xxxx          | Roots         | xxxx          | xxxx          | xxxx          | xxxx          |
| Slagvolym                 | 112 l            | 112 l         | 112 l         | 127 l         | 127 l         | 139 l         | 127 l         |
| Max kont effekt           | 1.065 kW         | 1.050 kW      | 1.065 kW      | 1.235 kW      | xxxx          | 2.640 kW      | 1.235 kW      |
| Generator                 |                  |               |               |               |               |               |               |
| Beteckning                | D-12             | D-12          | LJD 138       | D25L          | D25L          | AR8           | D25L          |
| Tillverkare               | GM               | GM            | Asea          | GM            | GM            | GM            | GM            |
| Max kont effekt           | xxx kW           | xxx kW        | 929 kW        | xxx kW        | xxxx          | xxxx          | xxx kW        |
| Drivmotor                 |                  |               |               |               |               |               |               |
| Beteckning                | LJB 84           | D-19          | LJB 76        | xxx           | xxxx          | D43TR         | D77           |
| Typ                       | DC               | DC            | DC            | DC            | xxxx          | xxxx          | DC            |
| Tillverkare               | Asea             | GM            | Asea          | x.xxx         | GM            | GM            | GM            |
| Max kont effekt drivmotor | ?                | ?             | 206 kW        | ?             | xxxx          | xxxx          | ?             |
| Summa effekt              | ?                | ?             | 824 kW        | ?             | xxxx          | xxxx          | ?             |